# Crepis
 Crepis  L., 1753 è un genere di piante angiosperme dicotiledoni della famiglia delle Asteraceae.

## Etimologia
L'etimologia del nome generico (Crepis) non è molto chiara. In latino Crèpìs significa pantofola, sandalo e i frutti, di alcune specie di questo genere, sono strozzati nella parte mediana ricordando così (molto vagamente) questo tipo di calzare. Inoltre lo stesso vocabolo nell'antica Grecia indicava il legno di Sandalo. Non è chiaro quindi, perché Sébastien Vaillant (botanico francese, 1669 - 1722) abbia scelto proprio questo nome per indicare il genere di questa scheda. Nome che poi è stato riconfermato dal biologo e naturalista svedese Linneo..
Il nome scientifico del genere è stato definito per la prima volta dal botanico Carl Linneo (1707-1778) nella pubblicazione " Species Plantarum" ( Sp. Pl. 2: 805.) del 1753 .

## Descrizione

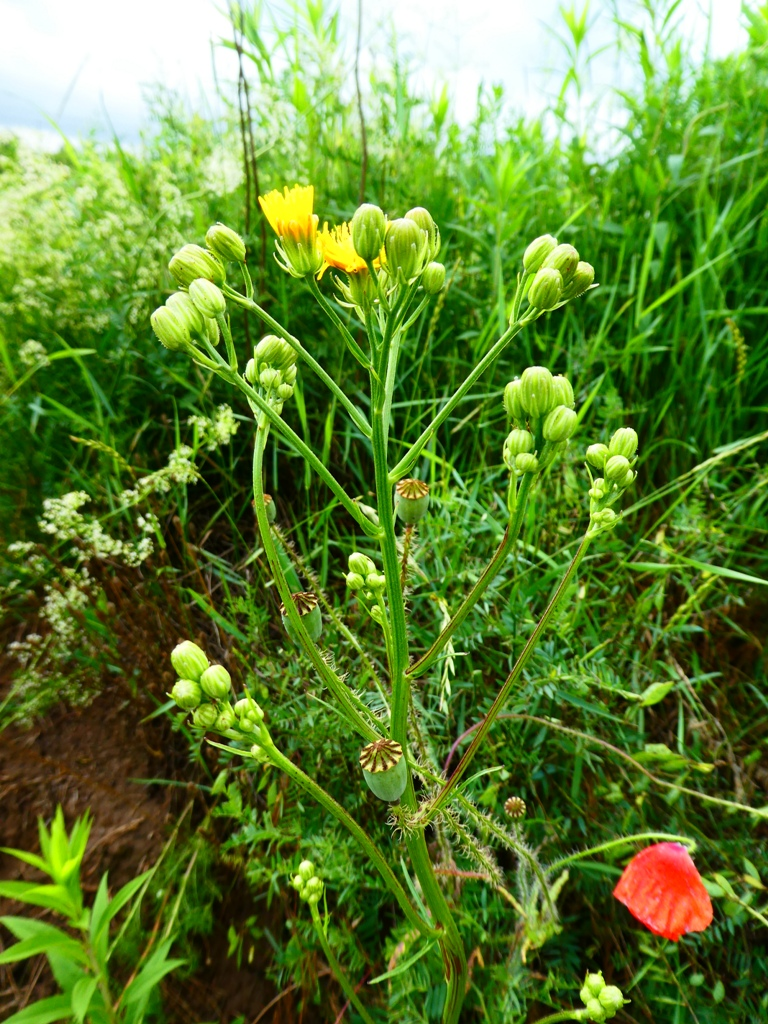
Il portamento
Crepis biennis

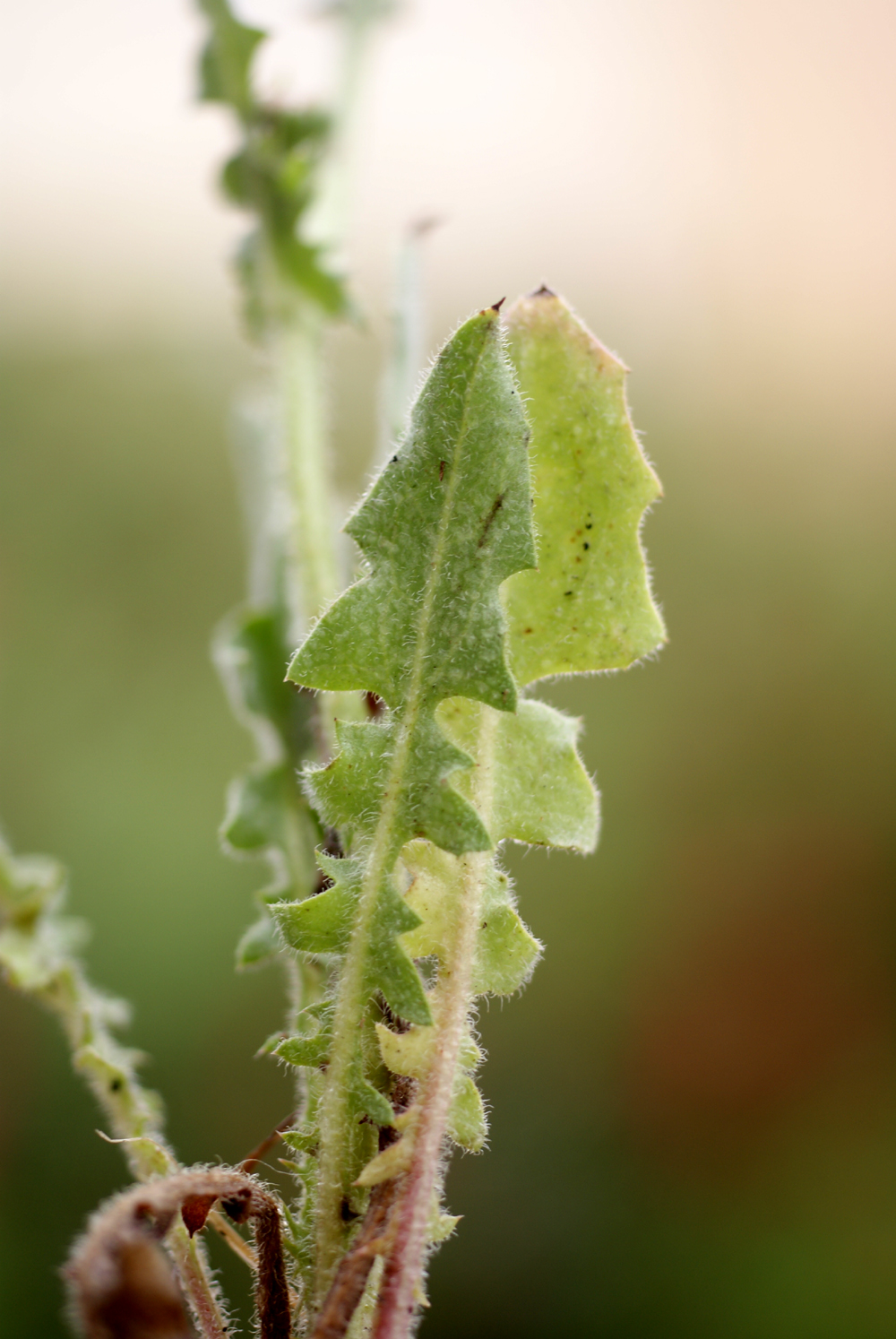
Le foglie
Crepis foetida

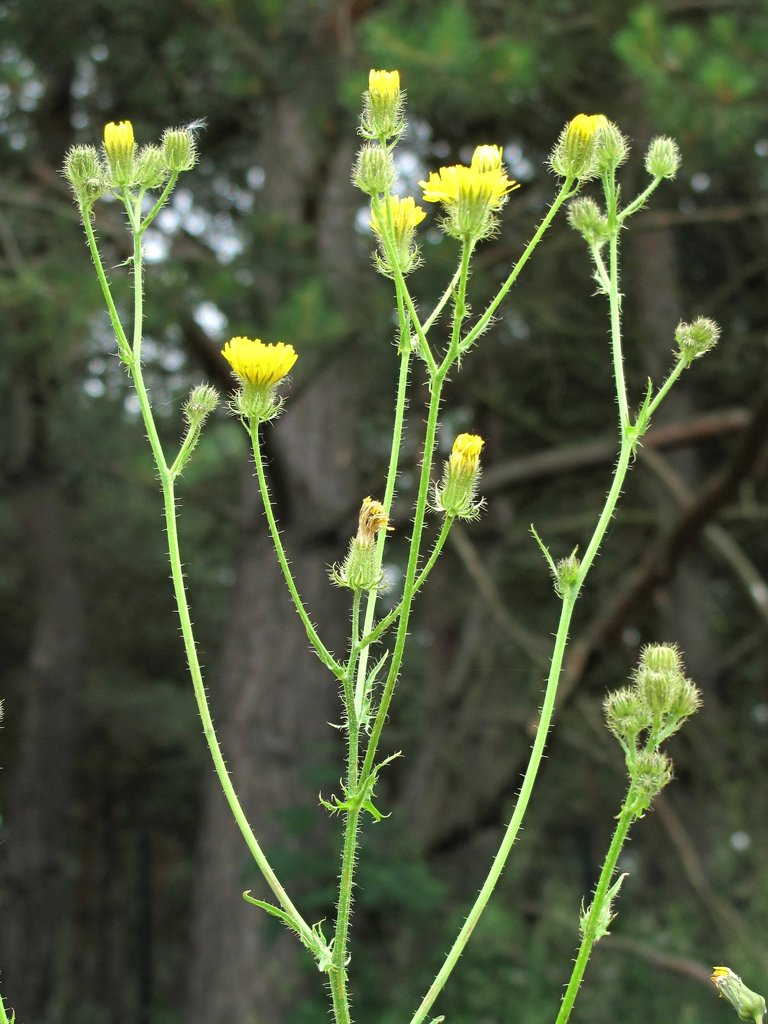
Infiorescenza
Crepis setosa

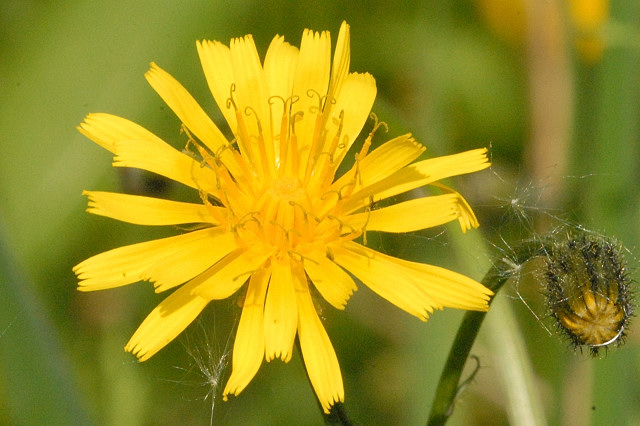
I fiori
Crepis.paludosa

Habitus. Le piante di questo genere sono erbacee annuali o bienni (raramente perenni). Le forme biologiche più ricorrenti sono terofite scapose (T scap) oppure emicriptofite scapose (H scap). Contengono abbondante latice amaro. Occasionalmente possono avere un habitus di tipo arbustivo.
Fusto. I fusti di queste piante sono generalmente eretti semplici (poco frondosi) o ramosi (a volte sono prostrati). Se è presente una parte sotterranea, questa può essere fibrosa o legnosa. In una singola pianta si possono avere fino a 20 fusti. La superficie può essere glabra, striata, pelosa. A volte sono presenti delle setole ghiandolose. Gli scapi fiorali sono cavi e afilli; possono originare direttamente dal rizoma. Le radici possono essere del tipo a fittone o secondarie da rizoma, spesso sono piuttosto grosse e profonde. L'altezza media delle piante varia da pochi centimetri fino ad oltre 1 metro.
Foglie. Le foglie si dividono in basali e cauline.
- Foglie basali: le foglie radicali sono sempre presenti e formano una rosetta basale; generalmente sono picciolate e sono a lamina intera ed eventualmente con il bordo dentellato o seghettato, ma si possono anche avere individui con foglie di tipo pennatopartite e con lobi roncinati. La forma in generale può essere ellittica, lanceolata, spatolata o ovale.
- Foglie cauline: le foglie cauline, se sono presenti, sono progressivamente più piccole, a lamina intera e amplessicauli. Le foglie lungo il caule sono disposte in modo alterno.

Infiorescenza. L'infiorescenza è formata da uno o più capolini eretti e emisferici. La struttura dei capolini è quella tipica delle Asteraceae: un peduncolo sorregge un involucro più o meno cilindrico (o campanulato o piriforme) formato da 2 serie di brattee o squame, che fanno da protezione al ricettacolo sul quale s'inseriscono due tipi di fiori: quelli esterni ligulati e quelli interni tubulosi (in questo caso sono assenti). La forma delle brattee, disuguali fra le due serie (quelle interne sono più lunghe), può essere da lanceolata a lineare con margini continui oppure no; la superficie può essere glabra, tomentosa o setosa. Il ricettacolo è piano e nudo (senza pagliette a protezione della base dei fiori, o raramente sono presenti). Diametro medio dell'involucro: 4 – 15 mm; numero medio di squame dell'involucro: 5 – 18.
Fiori. I fiori (da 5 a 100 per capolino), tutti ligulati, sono tetra-ciclici (ossia sono presenti 4 verticilli: calice – corolla – androceo – gineceo) e pentameri (ogni verticillo ha in genere 5 elementi). I fiori sono ermafroditi, fertili e zigomorfi.
- Formula fiorale:

*/x K {\displaystyle \infty }, [C (5), A (5)], G 2 (infero), achenio
- Calice: i sepali del calice sono ridotti ad una coroncina di squame.
- Corolla: le corolle sono formate da una ligula terminante con 5 denti (è la parte finale dei cinque petali saldati fra di loro). Il colore dei fiori è in prevalenza giallo, ma si possono avere anche fiori aranciati, bianchi o rosei. La superficie può essere sia pubescente che glabra.
- Androceo: gli stami sono 5 con filamenti liberi e distinti, mentre le antere sono saldate in un manicotto (o tubo) circondante lo stilo.[13] Le antere alla base sono prive di codette. Il polline è tricolporato.[14]
- Gineceo: lo stilo è filiforme. Gli stigmi dello stilo sono due divergenti e ricurvi con la superficie stigmatica posizionata internamente (vicino alla base).[15] L'ovario è infero uniloculare formato da 2 carpelli.

Frutti. I frutti sono degli acheni con pappo. Il frutto consiste in un achenio chiaro o oscuro, cilindrico o fusiforme (non compresso), con varie coste (da 10 a 20), con la superficie trasversalmente tubercolata e sormontato da un corto becco (può essere assente). Il pappo è soffice (ma tenace) formato da peli semplici (non ramificati) di colore generalmente bianco (o bianco sporco quasi giallastro) disposti su più serie. In uno stesso capolino i frutti possono essere monomorfici (tutti uguali) oppure dimorfi (generalmente quelli interni differiscono da quelli più esterni o periferici)

## Biologia
- Impollinazione: l'impollinazione avviene tramite insetti (impollinazione entomogama tramite farfalle diurne e notturne).
- Riproduzione: la fecondazione avviene fondamentalmente tramite l'impollinazione dei fiori (vedi sopra).
- Dispersione: i semi (gli acheni) cadendo a terra sono successivamente dispersi soprattutto da insetti tipo formiche (disseminazione mirmecoria). In questo tipo di piante avviene anche un altro tipo di dispersione: zoocoria. Infatti gli uncini delle brattee dell'involucro si agganciano ai peli degli animali di passaggio disperdendo così anche su lunghe distanze i semi della pianta.

## Distribuzione e habitat
La distribuzione del genere è molto ampia, comprende praticamente tutto l'emisfero boreale, il Vecchio Mondo: Europa, Africa settentrionale, Asia temperata (raramente queste piante si possono trovare “sotto” l'equatore: sono segnalate alcune specie in Bolivia e al Capo di Buona Speranza). Una quarantina di queste specie sono proprie della flora italiana.

## Tassonomia
La famiglia di appartenenza di questa voce (Asteraceae o Compositae, nomen conservandum) probabilmente originaria del Sud America, è la più numerosa del mondo vegetale, comprende oltre 23.000 specie distribuite su 1.535 generi, oppure 22.750 specie e 1.530 generi secondo altre fonti (una delle checklist più aggiornata elenca fino a 1.679 generi). La famiglia attualmente (2021) è divisa in 16 sottofamiglie.

### Panorama storico
Dal punto di vista storico-tassonomico, questo genere, ebbe una prima sistemazione nella famiglia delle Coriaceae per opera del botanico francese Antoine Laurent de Jussieu (1748 – 1836). All'inizio del XX secolo, nella Classificazione di Wettstein, del botanico Richard von Wettstein (1863-1931), lo troviamo inserito nella famiglia delle Compositae (ordine delle Synandrae; sottoclasse delle Sympetalae; classe delle Dicotyledones). Quindi negli anni '60-'80 il botanico americano Arthur Cronquist lo sistema nella famiglia delle Asteraceae (ordine Asterales; sottoclasse Asteridae; classe Magnoliopsida (Dicotiledoni)). Attualmente un'ulteriore riclassificazione di questo genere è in corso per merito delle ultime ricerche filogenetiche del gruppo Angiosperm Phylogeny Group (vedi "tassobox" iniziale).
In altri testi vengono usati altri termini per la sottofamiglia e per la tribù: Crepidoideae ((Lindl.) Luerss., 182) e Crepideae (Lindl. in Loud., 1829).

### Filogenesi
Il genere di questa voce appartiene alla sottotribù Crepidinae della tribù Cichorieae (unica tribù della sottofamiglia Cichorioideae). In base ai dati filogenetici la sottofamiglia Cichorioideae è il terz'ultimo gruppo che si è separato dal nucleo delle Asteraceae (gli ultimi due sono Corymbioideae e Asteroideae). La sottotribù Crepidinae fa parte del "quarto" clade della tribù; in questo clade è in posizione "centrale" vicina alle sottotribù Chondrillinae e Hypochaeridinae.
I caratteri più distintivi per questa sottotribù (e quindi per i suoi generi) sono:
- in queste piante non sono presenti i peli piccoli, morbidi e ramificati;
- le brattee involucrali sono disposte in due serie ineguali;
- i capolini contengono molti fiori;
- le setole del pappo non sono fragili;
- gli acheni alla base sono poco compressi.

La sottotribù è divisa in due gruppi principali uno a predominanza asiatica e l'altro di origine mediterranea/euroasiatica. Da un punto di vista filogenetico, all'interno della sottotribù, sono stati individuati 5 subcladi. Il genere di questa voce appartiene al subclade denominato "Crepis-Lapsana-Rhagadiolus clade", composto dai generi Crepis L., 1753, Lapsana L., 1753 e Rhagadiolus Juss., 1789. Questo subclade, nell'ambito della sottotribù, occupa una posizione più o meno "basale" con i gruppi "Crepidiastrum-Lapsanastrum-Youngia clade" (ancora più "basale") e "Ixeris-Ixeridium-Taraxacum clade" (più interno). Il gruppo "Crepis-Lapsana-Rhagadiolus clade" è diviso in due subcladi: uno formato dal genere Crepis e l'altro, in disposizione politomica, dai generi Lapsana, Rhagadiolus e alcune specie di Crepis. In questo gruppo quindi Lapsana e Rhagadiolus sono morfologicamente ben delimitati, mentre Crepis risulta parafiletico (per cui la sua circoscrizione è provvisoria). [La precedente configurazione filogenetica è basata sull'analisi di alcune particolari regioni (nrITS) del DNA; analisi su altre regioni (DNA del plastidio) possono dare dei risultati lievemente diversi.]
I caratteri distintivi per le specie di questo genere sono:
- le piante non sono bulbose;
- le brattee sono embricate in due serie disuguali (quelle esterne sono più corte);
- gli acheni all'apice si assottigliano in un becco;
- gli acheni sono dimorfici;
- il pappo è bianco con peli flessibili e tenaci.

Il numero cromosomico della specie è: 2n = 6, 8, 10, 12, 14 e 16 (diploidi, tetraploidi, esaploidi, octoploidi).

### Elenco delle specie
Questo genere attualmente ha 205 specie.

### Variabilità
Le specie di questo genere presentano un alto grado di diversità; infatti studi di genetica hanno dimostrato per queste piante una poliploidia molto spinta causata dalla presenza di un numero di cromosomi superiore al normale corredo diploide (2n da 6 a 16 e oltre fino a 22 e multipli).
Un approfondito studio del genere Crepis è stato fatto da E.B. Babcock (1947) e suoi collaboratori (Il genere Crepis : 1. La tassonomia, filogenesi, distribuzione ed evoluzione delle Crepis; 2. Trattamento sistematico) presso l'Università della California dal quale emerge la grande complessità del genere dovuta alla presenza di forme sia autopoliploidi che allopoliploidi.
Inoltre dato il gran numero di specie associate a questo genere i vari “Autori” le raggruppano in Sezioni. L'elenco che segue indica alcune di queste sezioni:
- Alethocrepis Bisch.
- Barkhausia (Moench) Gaudin
- Crepis
- Gephyroides Babc.
- Hapalostephium (D.Don) Froel.
- Hieracioides Froel.
- Intybellioides Froel
- Lagoseris (M.Bieb.) Babc.
- Lepidoseris (Rchb.) Benth.
- Macropodes Babc.
- Mesophylion Babc.
- Microcephalum Babc.
- Nemauchenes (Cass.) Benth.
- Omalocline (Cass.) Babc.
- Paleya (Cass.) Benth.
- Phaecasium (Cass.) Dumort.
- Psammoseris (Boiss. & Reut.) Babc.
- Pterotheca (Cass.) Babc.
- Soyeria (Monnier) Benth.
- Succisocrepis Sch.Bip. ex Bisch.
- Zacintha (Mill.) Babc.

L'alto grado di variabilità delle specie di questo genere è dovuto alla creazione degli ibridi anche con specie di altri generi (ibridazione intergenerica). Ad esempio con il genere Hieracium si può creare il genere ibrido ×Crepihieracium P. Fourn. (1928) (ibridi fra i generi Crepis e Hieracium). La pianta ×Crepihieracium garnieri (Petitmengin) P. Fourn. (1928), ibrido tra Crepis praemorsa e Hieracium murorum ne è un esempio.

### Specie della flora italiana
Nella flora spontanea italiana sono presenti 43 specie di Crepis. Qui di seguito viene data una visione sinottica delle specie italiane.
Gruppo con acheni dimorfi.
- Sezione A: il colore dei fiori è roseo (o bianco):

Crepis rubra L. - Radichiella rosea: i capolini sono terminali e solitari; l'altezza della pianta varia da 10 a 30 cm; il ciclo biologico è annuo mentre la forma biologica è terofota scaposa (T scap); il tipo corologico è Steno-Mediterraneo Nordorientale; si trova solo al Sud dal piano fino 1.000 m s.l.m. nelle zone incolte, nei campi e lungo le vie.
- Sezione B: il colore dei fiori è giallo; il ricettacolo è glabro (o poco ciliato);

Crepis pulchra L. - Radichiella dolce: le foglie sono ricoperte di peli ghiandolari; le brattee involucrali sono glabre; gli acheni sono lunghi da 3 a 6,5 mm; l'altezza della pianta varia da 30 a 60 cm; il ciclo biologico è annuo mentre la forma biologica è terofota scaposa (T scap); il tipo corologico è Euri-Mediterraneo; è presente, ma raramente, su tutto il territorio dal piano fino 1.200 m s.l.m. lungo le vie, nelle zone incolte e ruderali.
Crepis dioscoridis L. - Radichiella di Dioscoride:  le foglie sono prive di peli ghiandolari; le brattee involucrali sono pubescenti; gli acheni sono lunghi da 3 a 6,5 mm;l'altezza della pianta varia da 10 a 60 cm; il ciclo biologico è annuo mentre la forma biologica è terofota scaposa (T scap); il tipo corologico è Sud Est Europeo / Ovest Asiatico; si trova in modo discontinuo e raro lungo le coste tirreniche dal piano fino 600 m s.l.m. nelle zone incolte e aride.
Crepis aspera L. - Radichiella aspera: i fiori sono lunghi da 8 a 11 mm; gli acheni interni hanno il becco lungo quanto il corpo e tutti sono alati; l'altezza della pianta varia da 1 a 7 dm; il ciclo biologico è annuo mentre la forma biologica è terofita scaposa (T scap); il tipo corologico è Asiatico Sud-Occidentale; possibile presenza in Italia centrale.
Crepis zacintha (L.) Babc. - Radichiella verrucaria: l'altezza della pianta varia da 10 a 30 cm; il ciclo biologico è annuo mentre la forma biologica è terofota scaposa (T scap); il tipo corologico è Steno-Mediterraneo Settentrionale; si trova al centro e al sud dal piano fino 600 m s.l.m. nei campi, nelle zone incolte e pascoli aridi.
Crepis pusilla (Sommier) Merxm. - Radichiella maltese: l'altezza della pianta varia da 2 a 4 cm; il ciclo biologico è annuo mentre la forma biologica è terofita rosulata (T ros); il tipo corologico è Steno-Mediterraneo; si trova solo nelle isole Maltesi fino 200 m s.l.m. lungo i sentieri e nelle zone incolte e aride.
- Sezione C: il colore dei fiori è giallo; il ricettacolo è provvisto di squame o setole rigide;

Crepis sancta (L.) Babc. - Radichiella di Terrasanta: l'involucro ha un diametro di 5 - 7 mm; gli acheni sono lunghi da 5 a 7 mm; il ricettacolo è glabro; l'altezza della pianta varia da 5 a 20 cm; la forma biologica è terofita scaposa (T scap); il tipo corologico è Sud Est Europeo; si trova al centro della penisola dal piano fino 1.000 m s.l.m. nelle zone incolte e ruderali o pascoli aridi.
- Sezione D: il colore dei fiori è giallo; il ricettacolo è ciliato per peli molli;

Crepis aspromontana  Brullo et al. - Radichiella dell'Aspromonte: le brattee involucrali sono pubescenti per peli nerastri; gli acheni interni sono lunghi da 2 a 8 mm e non sono alati; l'altezza della pianta varia da 1 a 8 dm; la forma biologica è terofita scaposa (T scap), ma anche H bienn; il tipo corologico è Endemico; si trova in Calabria a quote comprese tra 200 - 900 m s.l.m. nelle zone rupestri calcaree.
Crepis setosa Haller fi. - Radichiella cotonosa: le brattee involucrali sono pubescenti per peli giallastri; gli acheni interni sono lunghi da 3 a 5 mm e non sono alati; l'altezza della pianta varia da 10 a 80 cm; il ciclo biologico è annuo mentre la forma biologica è terofota scaposa (T scap); il tipo corologico è Euri-Mediterraneo Orientale; è comune su tutto il territorio dal piano fino 1.200 m s.l.m. nelle zone incolte, nei campi e sui sentieri.
Crepis vesicaria L. - Radichiella vescicosa: le brattee involucrali sono pubescenti per peli giallastri; gli acheni interni sono lunghi da 6 a 8 mm e tutti non sono alati; l'altezza della pianta varia da 10 a 80 cm; il ciclo biologico è bienne mentre la forma biologica è emicriptofita bienne (H bienn), ma anche T scap; il tipo corologico è Sub-Mediterraneo; è presente in tutta l'Italia dal piano ai 1.200 m s.l.m. nelle zone incolte e lungo le strade.
- Aggregato di Crepis foetida:

Crepis foetida L. - Radichiella selvatica: gli acheni interni sono lunghi 10 - 20 mm con un becco allungato e tutti non sono alati; l'altezza della pianta varia da 10 a 50 cm; il ciclo biologico è annuo mentre la forma biologica è terofota scaposa (T scap), ma anche H bienn; il tipo corologico è Euri-Mediterraneo; è comune su tutto il territorio dal piano fino 1.000 m s.l.m. nelle zone incolte e aride, sui muri e lungo le vie.
Crepis insularis  Moris & De Not. - Radichiella di Capraia: i fusti sono semplici e monocefali; l'altezza della pianta varia da 10 a 50 cm; il ciclo biologico è annuo mentre la forma biologica è terofota scaposa (T scap); il tipo corologico è Endemico; si trova nelle isola della Toscana.
Gruppo con acheni uniformi e con all'apice un becco bruscamente ristretto.
- Sezione E: gli involucri dei capolini sono lunghi 3 - 8 mm; il becco degli acheni (lunghi 1,5 - 3,5 mm) è inferiore a 4 mm;

Crepis apula (Fiori) Babc. - Radichiella pugliese: sull'involucro sono presente dei peli ghiandolari; la ligula del fiore è lunga 8 – 9 mm; le antere sono lunghe 2,5 mm; gli acheni sono colorati di bruno-scuro; l'altezza della pianta varia da 5 a 35 cm; il ciclo biologico è annuo mentre la forma biologica è terofota scaposa (T scap); il tipo corologico è Endemico; è rara e si trova solo nella Puglia, Basilicata e Calabria dal piano fino 1.150 m s.l.m. nelle zone incolte, sulle sabbie litorali e presso le ghiaie.
Crepis neglecta L. - Radichiella minore: prima dell'antesi i capolini sono penduli; l'involucro è lungo 4 - 7 mm; il ricettacolo è cigliato; i frutti acheni sono lunghi 2 - 2,5 mm; l'altezza della pianta varia da 25 a 50 cm; il ciclo biologico è annuo mentre la forma biologica è terofita scaposa (T scap); il tipo corologico è Euri-Mediterraneo; si trova su tutto il territorio dal piano fino 600 m s.l.m. nelle zone incolte e lungo le vie.
Crepis leontodontoides All. - Radichiella italica : il ricettacolo è glabro; gli acheni sono lunghi 4 - 9 mm; l'altezza della pianta varia da 10 a 40 cm; il ciclo biologico è perenne mentre la forma biologica è emicriptofita rosulata (H ros), ma anche H scap; il tipo corologico è Orofita Mediterraneo Occidentale; si trova al centro e sud dal piano fino a 1.200 m s.l.m. nelle selve e nelle radure.
Crepis suffreniana (DC.) Lloyd - Radichiella di Suffren: sull'involucro sono presente dei peli semplici non ghiandolari; la ligula del fiore è lunga 5 mm; le antere sono lunghe 1 mm; gli acheni sono colorati di bruno-rossastro; l'altezza della pianta varia da 5 a 30 cm; il ciclo biologico è annuo mentre la forma biologica è terofota scaposa (T scap); il tipo corologico è Francia Meridionale; è rara e si trova solo in Toscana dal piano fino 300 m s.l.m. nelle zone incolte e ruderali.
- Sezione F: gli involucri dei capolini sono lunghi 3 - 8 mm; il becco degli acheni (lunghi 4 - 9 mm) è inferiore a 4 mm;

Crepis bellidifolia Loisel. - Radichiella occidentale: i fusti hanno un portamento flessuoso; le foglie cauline sono intere o dentellate; i frutti acheni hanno il becco lungo al massimo come il frutto stesso; l'altezza della pianta va da 5 a 12 cm; il ciclo biologico è perenne mentre la forma biologica è terofita scaposa (T scap), ma anche H scap; il tipo corologico è Steno-Mediterraneo Occidentale; si trova in Toscana e Sardegna dal piano fino 1.000 m s.l.m. sulle scogliere, nei prati aridi e zone incolte.
Crepis aurea (L.) Cass. - Radichiella aranciata: il colore dei fiori è rosso-aranciato; gli acheni sono colorati di bruno chiaro; l'altezza della pianta varia da 8 a 15 cm; il ciclo biologico è perenne mentre la forma biologica è emicriptofita rosulata (H ros); il tipo corologico è Orofita Sud Est Europeo; è presente in tutta l'Italia peninsulare dai 1.400 ai 2.500 m s.l.m. nei pascoli alpini su suolo umido.
Crepis bursifolia L. - Radichiella tirrenica: i frutti acheni hanno il becco più lungo del frutto stesso; l'altezza della pianta varia da 10 a 30 cm; il ciclo biologico è perenne mentre la forma biologica è emicriptofita scaposa (H scap); il tipo corologico è Sud Est Europeo; si trova sulle coste del Tirreno al centro e al sud dal piano fino 900 m s.l.m. nei prati aridi e zone incolte.
- Sezione G: gli involucri dei capolini sono lunghi 10 - 20 mm; gli acheni hanno 10 - 13 coste;

Crepis alpestris (Jacq.) Tausch - Radichiella alpestre: le foglie cauline sono amplessicauli; l'involucro ha una forma emisferica (7 - 12 x 9 - 16 mm), è ghiandoloso e grigio-tomentoso; i fiori sono lunghi da 18 a 23 mm; l'altezza della pianta varia da 10 a 30 cm; il ciclo biologico è perenne mentre la forma biologica è emicriptofita scaposa (H scap), ma anche H scap; il tipo corologico è Orofita Sud Est Europeo; si trova al nord dell'Italia dai 1.200 ai 2.200 m s.l.m. nei pascoli subalpini e pinete.
Crepis paludosa (L.) Moench. - Radichiella a pappo giallastro: l'altezza della pianta varia da 40 a 70 cm; l'infiorescenza è formata da numerosi capolini; la lamina delle foglie è lineare-spatolata (nella parte inferiore può essere pennatopartita); i frutti acheni sono lunghi da 4,5 a 5,5 mm con pappo di colore bianco sporco; il ciclo biologico è perenne mentre la forma biologica è emicriptofita scaposa (H scap); il tipo corologico è Europeo - Caucasico; si trova principalmente al nord dai 500 ai 2.000 m s.l.m. nei prati e nelle boscaglie umide.
Crepis sprengelii Nicotra - Radichiella siciliana: l'infiorescenza si presenta con pochi capolini (1 - 4); i fiori ligulati sono lunghi 17 mm; l'altezza della pianta varia da 15 a 30 cm; il ciclo biologico è perenne mentre la forma biologica è emicriptofita rosulata (H ros); il tipo corologico è Endemico; è rara e si trova solo in Calabria e Sicilia fino a 600 m s.l.m. nei campi, prati e siepi. (Nella "Flora d'Italia" questa specie è denominata Crepis gussonei Greuter.)
Crepis tectorum L. - Radichiella dei tetti: le foglie cauline (se presenti) non sono amplessicauli; gli acheni sono lunghi 2,5 - 4,5 mm; l'altezza della pianta varia da 10 a 60 cm; il ciclo biologico è annuo mentre la forma biologica è terofota scaposa (T scap); il tipo corologico è Euro-Siberiano; è presente, ma raramente e in modo discontinuo, su tutto il territorio dal piano fino 1.400 m s.l.m. lungo le vie e nelle zone incolte.
- Sezione H: gli involucri dei capolini sono lunghi 10 - 20 mm; gli acheni hanno 14 - 20 coste;

Crepis lacera Ten. - Radichiella laziale: l'infiorescenza è del tipo racemoso; le squame dell'involucro sono appena pelose e quelle esterne sono lunghe meno della metà di quelle interne; i fiori ligulati sono lunghi 12 – 18 mm; l'altezza della pianta varia da 15 a 40 cm; il ciclo biologico è perenne mentre la forma biologica è emicriptofita scaposa (H scap); il tipo corologico è Sud Est Europeo; si trova al centro e sud dai 600 ai 1.700 m s.l.m. nei pascoli aridi e sassosi.
Crepis conyzifolia (Gouan) D.Torre - Radichiella maggiore: le squame dell'involucro sono provviste di peli irsuti; i fiori ligulati sono lunghi 18 – 21 mm; l'altezza della pianta varia da 20 a 50 cm; il ciclo biologico è perenne mentre la forma biologica è emicriptofita scaposa (H scap); il tipo corologico è Orofita Sud Europeo; si trova al nord dai 1.000 ai 2.000 m s.l.m. nei pascoli e cespuglieti subalpini.
Crepis pontana (L.) D. Torre - Radichiella subalpina: la base delle foglie cauline è cuoriforme con lobi arrotondati; i fiori ligulati periferici sono lunghi 25 mm; il frutto achenio è lungo 10-12 mm; l'altezza della pianta varia da 15 a 40 cm; il ciclo biologico è perenne mentre la forma biologica è emicriptofita scaposa (H scap); il tipo corologico è Alpico - Dinarico; si trova solo sulle Alpi dai 1.200 ai 2.500 m s.l.m. nei pascoli subalpini, nelle brughiere e cespuglieti.
Crepis albida Vill. - Radichiella iberica: le foglie cauline sono sessili (non amplessicauli); gli acheni sono lunghi 9 - 18 mm; l'altezza della pianta varia da 15 a 30 cm; il ciclo biologico è perenne mentre la forma biologica è emicriptofita scaposa (H scap), ma anche H ros; il tipo corologico è Orofita Sud Ovest Europeo (Iberico Ovest Alpico); si trova solo sulle Alpi Occidentali dai 1.000 ai 2.000 m s.l.m. sulle rupi e pendii sassosi.
Crepis chondrilloides Jacq. - Radichiella del Carso: le foglie sono pennatifide con numerosi segmenti laterali larghi 1 - 2 mm; l'altezza della pianta varia da 30 a 40 cm; il ciclo biologico è perenne mentre la forma biologica è emicriptofita scaposa (H scap); il tipo corologico è Illirico; si trova nel Friuli-Venezia Giulia dai 100 ai 600 m s.l.m. sui ghiaioni, rupi e pendii sassosi.
Gruppo con peli ghiandolari dell'involucro, con acheni uniformi e becco progressivamente attenuato. 
- Sezione I: caratteri del gruppo (in alcuni casi i peli ghiandolari sono assenti);

Crepis capillaris (L.) Wallr. - Radichiella capillare: prima dell'antesi i capolini sono eretti; l'involucro è lungo 5 - 8 mm; il ricettacolo è glabro; il colore dei frutti acheni è bruno-scuro e sono lunghi 1,5 - 2,5 mm; l'altezza della pianta varia da 10 a 90 cm; il ciclo biologico è annuo mentre la forma biologica è terofota scaposa (T scap); il tipo corologico è Centroeuropeo (Sub-Atlantico); è rara e si trova al nord dal piano fino 600 m s.l.m. nelle zone incolte e ruderali.
Crepis magellensis  F.Conti & Uzunov - Radichiella della Maiella: tutte le foglie sono basali; gli acheni hanno da 13 a 20 coste; l'altezza della pianta varia da 2,5 a 8 dm; il ciclo biologico è perenne mentre la forma biologica è emicriptofita rosulata (H ros); il tipo corologico è Endemico; è rara e si trova nella Maiella fino ad una quota di 2.550 - 2.730 m s.l.m. nelle zone a macereti e pascoli di quota. (Questa pianta è anche chiamata C. majellensis).
Crepis mollis (Jacq.) Asch. - Radichiella pubescente: l'altezza della pianta varia da 30 a 80 cm; l'infiorescenza è formata da numerosi capolini; la lamina delle foglie è lineare-spatolata con bordo dentellato; i frutti acheni sono lunghi da 3 a 4,5 mm con pappo di colore bianco candido; il ciclo biologico è perenne mentre la forma biologica è emicriptofita scaposa (H scap); il tipo corologico è Orofita Centro Europeo; si trova solo al nord dai 800 ai 2.000 m s.l.m. nei prati umidi e nelle radure.
Crepis biennis L. - Radichiella dei prati: l'infiorescenza è del tipo corimboso; le squame dell'involucro sono appena pelose e quelle esterne sono lunghe un po' più della metà di quelle interne; i fiori ligulati sono lunghi 12 – 18 mm; l'altezza della pianta varia da 30 a 60 cm; il ciclo biologico è perenne mentre la forma biologica è emicriptofita bienne (H bienn); il tipo corologico è Centro Europeo; è presente in tutta l'Italia dal piano ai 1.200 m s.l.m. nei prati grassi falciati e concimati.
Crepis bithynica  Boiss.: le radici non sono stolonifere; i fusti sono densamente pubescenti; le foglie non sono carnose ma hanno dei peli ghiandolari; il tipo corologico è Sud Est Europeo - Ovest Asiatico.
Gruppo con involucro senza peli ghiandolari (in genere), con acheni uniformi e becco progressivamente attenuato.
- Sezione L: le brattee involucrali sono pubescenti per peli semplici e/o ghiandolosi sulla pagina interna;

Crepis rhaetica Hegetschw - Radichiella retica: il portamento del fusto è eretto; le squame dell'involucro hanno dei robusti peli; le foglie sono intere; l'altezza della pianta varia da 2 a 9 cm; il ciclo biologico è perenne mentre la forma biologica è emicriptofita rosulata (H ros); il tipo corologico è Endemico Alpico; è presente raramente nella zona centrale delle Alpi dai 2.400 ai 3.000 m s.l.m. sulle ghiaie e pietraie umide.
- Sezione M: le brattee involucrali sulla pagina interna sono glabre; gli acheni hanno 10 - 15 coste;

Crepis terglouensis  A.Kern. - Radichiella del Monte Triglav: gli acheni hanno 10 - 15 coste e non sono alati; l'altezza della pianta varia da 2 a 6 cm; il ciclo biologico è perenne mentre la forma biologica è emicriptofita rosulata (H ros); il tipo corologico è Endemico Alpico; è presente molto raramente nelle Alpi orientali dai 2.000 ai 2.800 m s.l.m. sulle ghiaie consolidate e pietraie umide.
Crepis nicaeensis Balbis - Radichiella nizzarda: prima dell'antesi i capolini sono eretti; l'involucro è lungo 8 - 10 mm; il ricettacolo è cigliato; il colore dei frutti acheni è bruno-dorato e sono lunghi 2,5 - 3,8 mm; l'altezza della pianta varia da 30 a 110 cm; il ciclo biologico è annuo mentre la forma biologica è terofota scaposa (T scap); il tipo corologico è Euri-Mediterraneo; è rara e si trova solo nelle Alpi Piemontesi dal piano fino 1.800 m s.l.m. nelle zone incolte e campi.
Crepis jacquinii  Tausch - Radichiella di Kerner: l'altezza della pianta varia da 7 a 12 cm; l'infiorescenza è formata da 2 - 6 capolini; le foglie sono pennatosette; il ciclo biologico è perenne mentre la forma biologica è emicriptofita rosulata (H ros); il tipo corologico è Orofita Est Alpino - Dinarico; si trova solamente nelle Alpi Orientali fino dai 1.900 ai 2.600 m s.l.m. sulle rupi, ghiaie e rocce su substrato calcareo. In Italia di questa specie è presente solamente la subsp. kerneri (Rech.f.) Merxm..
- Sezione N: le brattee involucrali sulla pagina interna sono glabre; gli acheni hanno 16 - 20 coste;

Crepis pyrenaica (L.) Greuter - Radichiella dei Pirenei: la base delle foglie cauline è astata con lobi acuti; i fiori ligulati periferici sono lunghi 20 - 23 mm; il frutto achenio è lungo 5 - 8 mm; l'altezza della pianta varia da 30 a 70 cm; il ciclo biologico è perenne mentre la forma biologica è emicriptofita scaposa (H scap); il tipo corologico è Orofita Sud Ovest Europeo (Alpico Pirenaico); si trova solo sulle Alpi dai 1.200 ai 2.300 m s.l.m. sulle sponde dei fiumi e boschi subalpini.
Crepis froelichiana Froel. - Radichiella di Froelich: le foglie sono lunghe da 3 a 8 cm 3 larghe la metà o meno; i fiori possono essere sia gialli che rosei; le antere hanno delle appendici lunghe 0,8 mm; l'altezza della pianta varia da 20 a 40 cm; il ciclo biologico è perenne mentre la forma biologica è emicriptofita rosulata (H ros); il tipo corologico è Orofita Est Alpino - Dinarico; si trova solamente nelle Alpi Orientali fino a 2.000 m s.l.m. sui pascoli alpini e prati steppici.
Crepis praemorsa (L.) Tausch - Radichiella siberiana: le foglie sono lunghe da 5 a 20 cm e larghe circa 1/3 o meno; i fiori sono gialli; le antere hanno delle appendici lunghe 0,5 mm; l'altezza della pianta va da 20 a 60 cm; il ciclo biologico è perenne mentre la forma biologica è emicriptofita scaposa (H scap); il tipo corologico è Euro-Siberiano; si trova ma raramente nelle Alpi Orientali fino a 1.000 m s.l.m. sui pascoli aridi e stepposi.
Crepis pygmaea L. - Radichiella dei ghiaioni: il portamento del fusto è prostrato-ascendente; le foglie sono del tipo pennatosetto con il segmento apicale di forma ovata e quelli laterali quasi nulli; le squame dell'involucro sono pubescenti; l'altezza della pianta varia da 6 a 12 cm; il ciclo biologico è perenne mentre la forma biologica è geofita rizomatosa (G rhiz); il tipo corologico è Orofita Sud Ovest Europeo; si trova raramente e in modo discontinuo al nord-est e centro Italia dai 1.700 ai 2.600 m s.l.m. sui macereti e ghiaioni calcarei.

#### Specie italiane alpine
Delle quaranta e più specie spontanee della flora spontanea italiana, una trentina vivono sull'arco alpino. La tabella seguente mette in evidenza alcuni dati relativi all'habitat, al substrato e alla distribuzione di queste specie alpine.
| Specie | Comunità vegetali | Piani vegetazionali | Substrato | pH     | Livello trofico | H2O   | Ambiente          | Zona alpina                      |
| --- | ----------------- | ------------------- | --------- | ------ | --------------- | ----- | ----------------- | -------------------------------- |
| C. albida | 9                 | montano             | Ca Ca-Si  | basico | basso           | secco | C2 C3 F2          | CN TO VC                         |
| C. alpestris | 10                | subalpino           | Ca        | basico | basso           | secco | C2 C3 F2 F5 G4 I1 | CN CO BG SO TN BZ BL             |
| C. aurea | 11                | subalpino alpino    | Ca Si     | neutro | alto            | medio | C4 F3 F5          | tutto l'arco alpino (- CN)       |
| C. biennis | 11                | collinare montano   | Ca Si     | neutro | alto            | medio | F3                | tutto l'arco alpino (- CN VC)    |
| C. capillaris | 11                | collinare montano   | Ca Si     | neutro | medio           | medio | B1 B2 B7 F3       | tutto l'arco alpino (- CN TO)    |
| C. chondrilloides | 9                 | collinare montano   | Ca        | basico | basso           | arido | F2                | UD                               |
| C. conyzifolia | 10                | subalpino           | Si        | acido  | medio           | medio | F3 F5 G2          | tutto l'arco alpino              |
| C. foetida subsp. foetida | 2                 | collinare           | Ca Ca-Si  | neutro | alto            | arido | B1 B2 F2          | tutto l'arco alpino (- VC NO BL) |
| C. foetida subsp. rhoeadifolia | 5                 | collinare           | Ca Ca-Si  | neutro | medio           | arido | B2                | UD                               |
| C. froelichiana subsp. dinarica | 14                | montano subalpino   | Ca        | basico | medio           | secco | F2 F7 G4 H2 I1    | BZ BL UD                         |
| C. froelichiana subsp. froelichiana | 10                | montano subalpino   | Ca        | basico | medio           | secco | C2 F2 F5 F7 G4    | CO BG BS TN BZ BL                |
| C. jacquinii | 10                | alpino              | Ca        | basico | basso           | medio | C2 C3 F5          | CO BG SO BS TN BZ BL UD          |
| C. leontodontoides | 12                | collinare           | Si        | acido  | basso           | arido | B2 C2 G4          | CN                               |
| C. mollis | 11                | montano subalpino   | Ca Si     | neutro | medio           | medio | E1 F3 G2          | CO SO TN BZ                      |
| C. neglecta | 4                 | collinare           | Ca Si     | neutro | medio           | arido | B1 B2 F2          | CO UD                            |
| C. nicaeensis | 2                 | collinare montano   | Ca Ca-Si  | neutro | alto            | arido | B1 B2 F2 F3       | TO CO SO                         |
| C. paludosa | 11                | montano subalpino   | Ca Si     | neutro | medio           | umido | D1 D2 E1 F3 G2 I2 | tutto l'arco alpino              |
| C. pontana | 10                | subalpino           | Ca Ca-Si  | basico | medio           | medio | F5 G2             | CN SO TN BZ BL UD                |
| C. praemorsa | 11                | collinare montano   | Ca        | basico | medio           | secco | F2 F7 G4 I1 I3    | BG                               |
| C. praemorsa | 11                | collinare montano   | Ca        | basico | medio           | secco | F2 F7 G4 I1 I3    | BG                               |
| C. pulchra | 2                 | collinare montano   | Ca        | basico | alto            | secco | B1 B2             | TO AO CO SO BG TN BZ             |
| C. pyrenaica | 11                | subalpino           | Ca Si     | basico | alto            | umido | F3 F7 G2 H2 I2    | tutto l'arco alpino              |
| C. rhaetica | 3                 | alpino              | Ca Ca-Si  | basico | basso           | umido | C2 C3 F5          | SO BZ                            |
| C. sancta | 2                 | collinare           | Ca Si     | neutro | alto            | arido | B1 B2             | BZ BL                            |
| C. setosa | 2                 | collinare montano   | Ca Si     | neutro | alto            | arido | B1 B2 F2 F3       | tutto l'arco alpino (- VC BL)    |
| C. tectorum | 2                 | collinare montano   | Ca Si     | neutro | alto            | arido | B1 B2 C1          | CO BG SO TN BZ UD                |
| C. terglouensis | 3                 | alpino              | Ca        | basico | basso           | medio | C3                | SO TN BZ UD                      |
| C. vesicaria subsp. taraxacifolia | 2                 | collinare montano   | Ca Ca-Si  | basico | alto            | secco | B1 B2 F3          | CN AO VC NO BG BS TN BL UD       |
| C. vesicaria subsp. vesicaria | 2                 | collinare           | Ca Si     | neutro | alto            | arido | B1 B2             | CN TO BG BS SO                   |
| C. zacintha | 2                 | collinare           | Ca Si     | neutro | alto            | secco | B1 B2 F2          | CN (da verificare)               |
| Legenda e note alla tabella. Substrato: con “Ca/Si” si intendono rocce di carattere intermedio (calcari silicei e simili). Zona alpina: vengono prese in considerazione solo le zone alpine del territorio italiano (sono indicate le sigle delle province). Comunità vegetali: 2 = comunità terofiche pioniere nitrofile; 3 = comunità delle fessure, delle rupi e dei ghiaioni; 4 = comunità pioniere a terofite e succulente; 5 = comunità perenni nitrofile; 9 = comunità a emicriptofite e camefite delle praterie rase magre secche; 10 = comunità delle praterie rase dei piani subalpino e alpino con dominanza di emicriptofite; 11 = comunità delle macro- e megaforbie terrestri; 12 = comunità delle lande di arbusti nani e torbiere; 14 = comunità forestali. Ambienti: B1 = campi, colture e incolti; B2 = ambienti ruderali, scarpate; B7 = parchi, giardini, terreni sportivi; C1 = ambienti sabbiosi, affioramenti rocciosi; C2 = rupi, muri e ripari sotto roccia; C3 = ghiaioni, morene e pietraie; C4 = campi solcati; D1 = sorgenti e cadute d'acqua; D2 = bordi dei ruscelli; E1 = paludi e torbiere basse; F2 = praterie rase, prati e pascoli dal piano collinare al subalpino; F3 = prati e pascoli mesofili e igrofili; F5 = praterie rase subalpine e alpine; F7 = margini erbacei dei boschi; G2 = praterie rase dal piano collinare a quello alpino; G4 = arbusteti e margini dei boschi; H2 = boscaglie di pini montani; I1 = boschi di conifere; I2 = boschi di latifoglie; I3 = querceti submediterranei. |                   |                     |           |        |                 |       |                   |                                  |

### Generi simili
- Hieracium : le squame dell'involucro hanno una disposizione più complessa (embricata) e il frutto achenio non è rostrato e ha una forma ob-conica (sono ingrossati all'apice); il colore del pappo è bianco sporco e i peli sono disposti su una sola serie,
- Taraxacum : il fusto è monocefalo e semplice (non ramificato) e non possiede delle brattee squamiformi; l'involucro è formato da 2 serie di squame; il frutto (l'achenio) nella parte apicale è provvisto di tubercoli .

### Sinonimi
Sono elencati alcuni sinonimi per questa entità:
- Aegoseris Fourr.
- Anisoderis  Cass.
- Anisoramphus  DC.
- Anthochytrum  Rchb.f.
- Aracium  Monnier
- Barckhausenia  K.T.Menke
- Barckhausia  DC.
- Barkhausia  Moench
- Barkhusenia  Hoppe
- Berinia  Brign.
- Billotia  Sch.Bip.
- Brachyderea  Cass.
- Calliopea  D.Don
- Catonia  Moench
- Ceramiocephalum  Sch.Bip.
- Crepidium  Tausch
- Crepinia  Rchb.
- Cymboseris  Boiss.
- Derouetia  Boiss. & Balansa
- Endoptera  DC.
- Gatyona  Cass.
- Geracium  Rchb.
- Hapalostephium  D.Don
- Hieraciodes  Möhring ex Kuntze
- Hostia  Moench
- Idianthes  Desv.
- Intybellia  Cass.
- Intybellia  Monnier
- Intybus  Fr.
- Lagoseris  M.Bieb.
- Lepicaune  Lapeyr.
- Lepidoseris  Fourr.
- Limnocrepis  Fourr.
- Limonoseris  Peterm.
- Melitella  Sommier
- Myoseris  Link
- Nannoseris  Hedberg
- Nemauchenes  Cass.
- Omalocline  Cass.
- Paleya  Cass.
- Phaecasium  Cass.
- Phalacroderis  DC.
- Psammoseris  Boiss. & Reut.
- Psilochenia Nutt.
- Pterotheca  Cass.
- Rhynchopappus  Dulac
- Rodigia  Spreng.
- Sclerophyllum  Gaudin
- Soyeria  Monnier
- Succisocrepis  Fourr.
- Trichocrepis  Vis.
- Trichoseris  Sch.Bip.
- Wibelia  G.Gaertn., B.Mey. & Scherb.

## Usi
Diverse specie di questo genere sono coltivate (o raccolte) per il giardinaggio o alcune come piante eduli. Si hanno notizie che nel XVIII secolo alcune di queste sono state importate dall'Asia e dalla Siberia per essere poi coltivate nei giardini di lusso europei.

Nel giardinaggio generalmente trovano impiego nelle aiuole di bordura. Sono piante abbastanza rustiche per cui si coltivano facilmente. Si moltiplicano spargendo i semi direttamente nelle zone volute.